# 凤城街道 (海阳市)
凤城街道，是中华人民共和国山東省烟台市海阳市下辖的一个乡镇级行政单位。

## 行政区划
凤城街道下辖以下地区：
建设村、胜利村、统一村、先锋村、西河崖村、臧家村、成家村、芝芳村、邓家村、鞠家庵村、西迟格庄村、嵩山耩村、西大滩村、中房村、新安村、北洼村、西洼村、东洼村、唐家洼村、马明庄村、北河沟村、鞠家庄村、庙头村、黄家村、窑上村、两甲村、东迟格庄村、李王庄村、荣家庄村、八里孙家村、寨后村、陂子头村、寨前村、斜角洼村、南河沟村、高家庄村、邵兴庄村和来家洼村。